# Calycopis calor
Calycopis calor is een vlinder uit de familie van de Lycaenidae. De wetenschappelijke naam van de soort werd als Thecla calor in 1907 gepubliceerd door Hamilton Herbert Druce.

## Synoniemen
- Femniterga judae Johnson, 1988